# Biathlon-Juniorenweltmeisterschaften
Biathlon-Juniorenweltmeisterschaften (IBU Junior World Championships) werden seit 1967 für Männer und seit 1989 für Frauen durchgeführt. Der erste Austragungsort war Altenberg (damals DDR). Die Altersgrenze der teilnehmender Sportler betrug dabei 20 Jahre.
Von 1967 bis 1988 wurden die Wettkämpfe im Rahmen der Biathlon-Weltmeisterschaften ausgetragen.
Seit dem Jahr 2002 werden im Rahmen der Juniorenweltmeisterschaften auch Wettbewerbe im Jugendbereich (Biathlon-Jugendweltmeisterschaften / IBU Youth World Championships) durchgeführt.
Gemäß den Regeln der Internationalen Biathlon-Union qualifizieren sich Biathleten als Junioren, wenn sie im Vorjahr der Juniorenweltmeisterschaften 19, 20 oder 21 Jahre alt werden. Sie qualifizieren sich für den Jugendbereich, wenn sie im Vorjahr 15, 16, 17 oder 18 Jahre alt werden.

## Wettkämpfe
Bisher fanden die Junioren- bzw. Jugendwettbewerbe an folgenden Orten statt:
| Jahr | Austragungsort |
| ---- | -------------- |
| 1967 | Altenberg      |
| 1968 | Luleå          |
| 1969 | Zakopane       |
| 1970 | Östersund      |
| 1971 | Hämeenlinna    |
| 1972 | Linthal        |
| 1973 | Lake Placid    |
| 1974 | Minsk          |
| 1975 | Antholz        |
| 1976 | Minsk          |
| 1977 | Vingrom        |
| 1978 | Hochfilzen     |
| 1979 | Ruhpolding     |
| 1980 | Sarajevo       |
| 1981 | Lahti          |
| 1982 | Minsk          |
| 1983 | Antholz        |
| 1984 | Chamonix       |

| Jahr | Austragungsort  |
| ---- | --------------- |
| 1985 | Egg am Etzel    |
| 1986 | Falun           |
| 1987 | Lahti           |
| 1988 | Chamonix        |
| 1989 | Voss            |
| 1990 | Sodankylä       |
| 1991 | Galyatető       |
| 1992 | Canmore         |
| 1993 | Ruhpolding      |
| 1994 | Osrblie         |
| 1995 | Andermatt       |
| 1996 | Kontiolahti     |
| 1997 | Forni Avoltri   |
| 1998 | Valcartier      |
| 1999 | Pokljuka        |
| 2000 | Hochfilzen      |
| 2001 | Chanty-Mansijsk |
| 2002 | Ridnaun         |

| Jahr | Austragungsort       |
| ---- | -------------------- |
| 2003 | Kościelisko          |
| 2004 | Haute-Maurienne      |
| 2005 | Kontiolahti          |
| 2006 | Presque Isle         |
| 2007 | Martell              |
| 2008 | Ruhpolding           |
| 2009 | Canmore              |
| 2010 | Torsby               |
| 2011 | Nové Město na Moravě |
| 2012 | Kontiolahti          |
| 2013 | Obertilliach         |
| 2014 | Presque Isle         |
| 2015 | Minsk-Raubitschy     |
| 2016 | Cheile Grădiștei     |
| 2017 | Brezno-Osrblie 1     |
| 2018 | Otepää               |
| 2019 | Brezno-Osrblie       |
| 2020 | Lenzerheide          |

| Jahr | Austragungsort   |
| ---- | ---------------- |
| 2021 | Obertilliach     |
| 2022 | Soldier Hollow   |
| 2023 | Schtschutschinsk |
| 2024 | Otepää           |
| 2025 | Östersund        |
| 2026 | Arber            |
| 2027 | Jakuszyce        |
| 2028 | Ridnaun          |